# Platô de São Paulo
O platô de São Paulo é uma feição oceânica que está situada na elevação continental da porção sudeste da margem continental brasileira, entre as latitudes 21° S e 29° S e longitudes 39° O e 45° O, apresentando um contexto tectônico de margem passiva Esta feição faz parte da margem continental, que é uma zona com limite comum entre a crosta continental e a crosta oceânica, que pode ser dividida, geomorfologicamente, em três zonas: a plataforma continental; o talude continental e a elevação continental ou sopé.
O platô ou planalto submarino é uma elevação consideravelmente plana que se configura por ser mais alta do que o relevo que a circunda, podendo ter um ou mais lados relativamente íngremes, que se assimilam a plataforma continental, porém ocorrem em maiores profundidades.

## Formação
Assim como todas as feições da Margem Continental, a morfologia do Platô de São Paulo é proveniente da evolução tectônica e dos processos sedimentares submarinos, que estão associados à ação de correntes de fundo e deslocamento sedimentar.
As principais irregularidades dessa feição são resultantes do processo de halocinéticos, onde ocorre a ascensão de estruturas salinas que foram originadas em depósitos de rochas sedimentares que apresentam camadas de minerais salinos em sua constituição (depósitos evaporíticos), essas estruturas penetram e deformam as camadas de rochas superiores  mais densas e produzem estruturas em forma de domo, que apresentam alta relevância para exploração de petróleo. A origem da feição está ligada ao período anteriores ao cretáceo, já que os deposição dos evaporíticos (a camada mais basal com exceção do embasamento oceânico), está ligada ao final do período Aptiano, onde o sal depositado  se sobrepôs ao basalto oceânico, quando o Atlântico Sul começou a se abrir na Era Neocomiana.
Estudos estratigráficos demonstraram que o platô de São Paulo é uma região contínua da Bacia de Santos, onde a área hoje ocupada pelo platô era um depocentro que evoluiu para um platô marginal a partir do final da deposição evaporítica no oceano Atlântico.

## Fisiografia

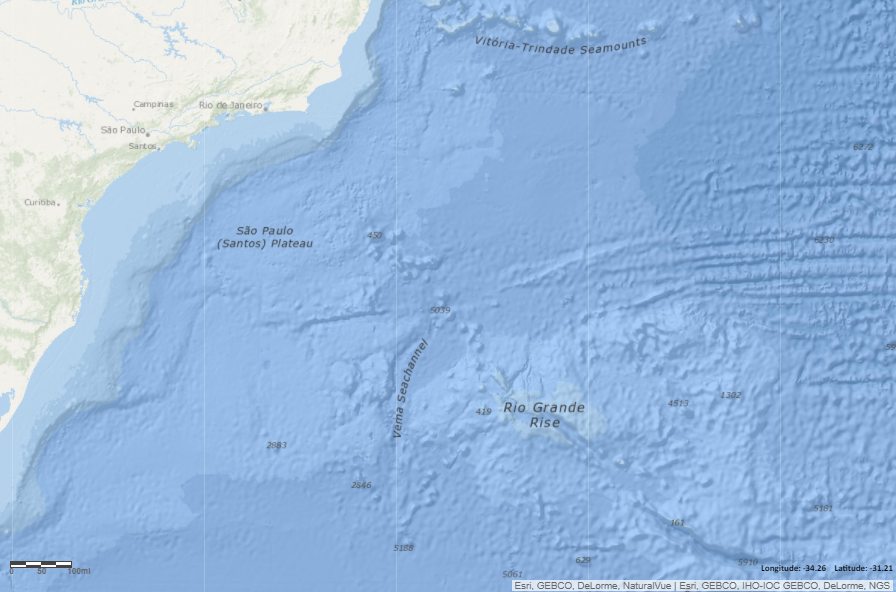
Mapa do Platô de São Paulo no Atlântico Sul - Brasil, onde é possível ver feições como a Elevação de Rio Grande e a Cadeia de Montanhas Submarina de Vitória-Trindade.

O Platô de São Paulo possui aproximadamente uma área 400.000 km², apresenta uma superfície bastante irregular, com ondulações resultantes da halocinese, além da presença de afloramentos ígneos na região sul da feição, que colaboram para sua aparência rugosa. A feição possui mais de 1000 km de extensão, aproximadamente 300 km de largura na porção norte e um comprimento máximo de 800 km na porção sul Esta feição delimita o talude continental superior a profundidades entre 1800 e 2000 m, se estendendo com uma superfície de gradiente baixo em média 1:4000 (até 3000 a 3300 metros).
No platô é possível observar três níveis batimétricos distintos, sendo eles: Nível 1, ou patamar superior, com morfologia irregular, que está situado entre as isóbatas de 2500 a 3500 m; Nível 2, patamar médio, localizado a isóbatas de 3.500 a 4.000 m; e Nível 3, patamar inferior, em isóbatas entre 4.000 a 4.500 m. O nível 3 e 4 apresenta uma morfologia resultante da ação combinada das correntes de água de fundo e dos complexos turbidíticos, que estão associados aos grandes canais submarinos presentes na Bacia de Santos. O platô São Paulo é limitado ao norte pela Cadeia Vitória-Trindade e ao sul pela Dorsal de São Paulo

## Sedimentologia
A constituição sedimentar do Platô de São Paulo é formada por um espesso pacote de sedimentos lamosos, resultantes de fluxos de detritos e contorníticos (resultantes da ação de correntes), sobre a camada de sal.